# 공포 정치

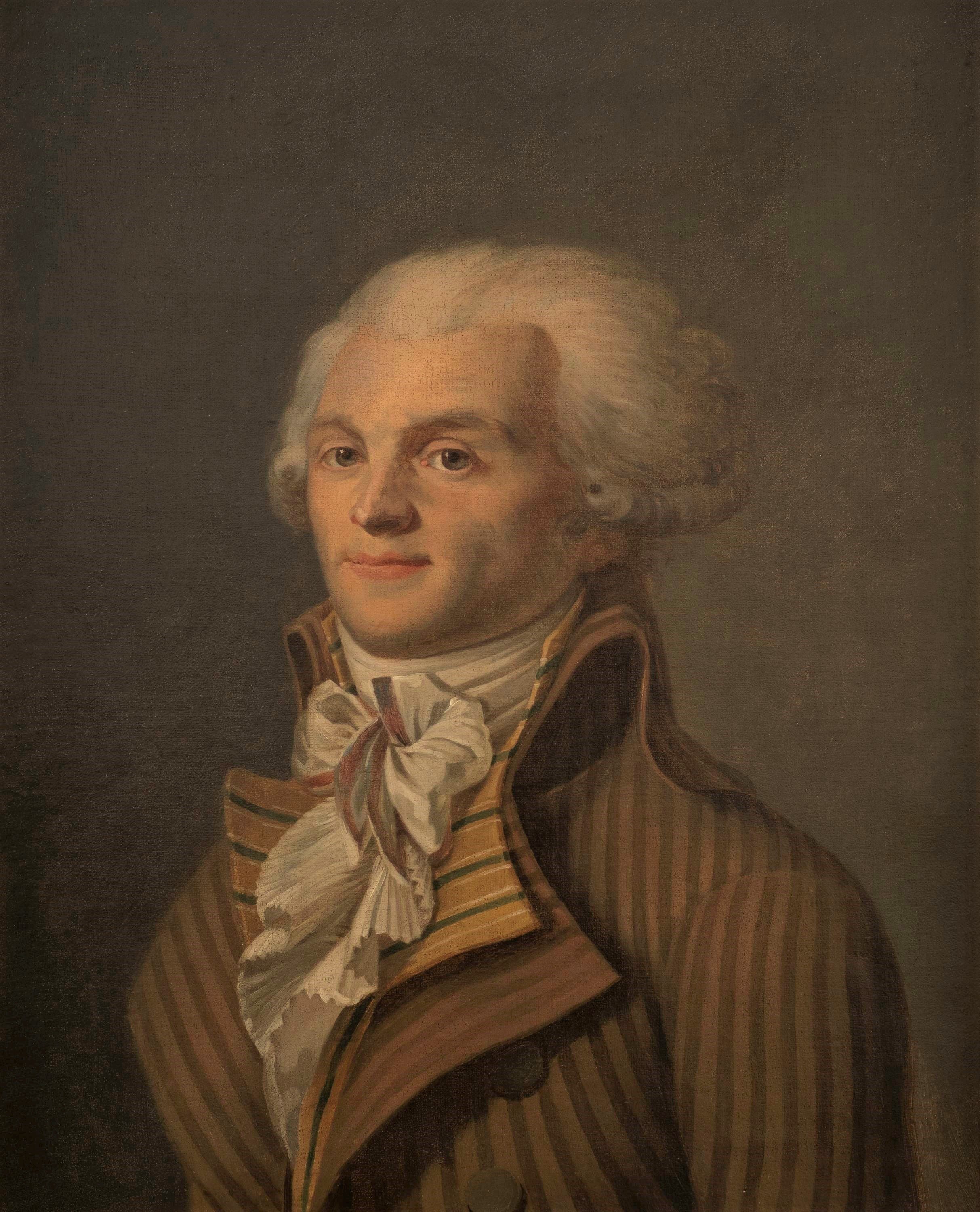
공포정치를 주도한 막시밀리앙 로베스피에르

공포 정치(恐怖政治, 프랑스어: la Terreur, 영어: Reign of Terror, 1793년 6월 2일 - 1794년 7월 27일)는 대중에게 공포감을 조성하여 정권을 유지하는 정치형태로, 프랑스 혁명기 로베스피에르를 중심으로 하는 자코뱅 클럽을 주도한 산악파가 투옥, 고문, 처형 등 폭력적인 수단을 실시한 정치형태를 말한다. 이 말은 ‘테러리즘’의 어원이 되었다.

## 개요
공포 정치 기간중에 정국 주도권을 잡은 로베스피에르 파가 반혁명파, 온건파, 투사 등 반대파의 인물을 차례로 숙청했다. 처형당한 인물은 당통, 에베르, 라부아지에, 카미유 데뮬랭, 뤼실 두플레시(데뮬랭의 아내) 등 수 많은 인사들이 이 기간 처형 당했다. 공포 정치 기간 동안 파리에서만 약 1,400명이나 처형이 이뤄졌다. 프랑스 전체적으로는 약 2만명이 처형되었다. 처형 방법은 총살형도 많았지만, 기요틴 형이 널리 알려져 있다. 그러나 《프레리알 22일 법》 제정에 따라, 사법 절차가 크게 간소화되었기 때문에 정식 재판 없이 사형을 시켰고, 옥중사도 많아 희생자와 피해자는 약 4만명 이상일 것으로 추정하고 있다.
루소의 저작에서 언급되어 있는 사회를 목표로 한 것으로도 알려져 있다. 처음에는 산악파가 상 퀼로트 등 시민에게 지지를 받아 공포 정치 속에서도 인정받았지만, 일반 시민들도 체포 되었고, 또한 비교적 평화기가 찾아오면서 공포 정치는 점점 힘을 잃어 갔다. 이 정치 형태는 1794년 7월 27일 테르미도르의 쿠데타로 로베스피에르가 실각할 때까지 이어졌다.

## 역사

### 시작
1793년 3월 10일, 혁명재판소가 설치되었다. 이것은 항소할 수 없었던 단순하고 강력한 결정권을 가지고 있는 위험한 기관이었다. 고발 검사는 푸키에 탕빌이 임명되었다. 같은 해 3월 21일부터 4월 2일 사이에, 의회는 각 자치 단체에 반혁명파 단속을 위한 감시위원회를 설치하고, 9명으로 구성된 공안위원회의 설치를 결정했다. 그리고 4월 6일, 혁명재판소의 첫 번째 법정이 열리고 공안위원회가 발족했다. 이것은 공포 정치의 시작이었다.
당시 자코뱅 클럽은 지롱드파와 몽테뉴파(산악파)가 결별했고, 마라와 로베스피에르는 지롱드파를 배신자로 공격했다. 당시 식량난과 경제난으로 각지에서 민중 시위가 빈발했으며, 로베스피에르는 인민을 이용할 계획을 세우고 집회에 참여한 상 퀼로트에게 급여를 지급하며, 인민을 선동할 방안을 강구했다.
5월 25일, 로베스피에르는 인민의 봉기를 선동하는 연설을 했다. 5월 31일, 로베스피에르 계획에 따라 지롱드파의 추방이 시작되었다. 33 구역의 대표가 모여 코뮌과 협력하여 시민군의 지휘는 안리오가 맡게 되었다. 6월 1일, 지롱드파의 롤랑 부인이 체포되었고, 지롱드파의 신문은 금지되었다. 다음날 안리오는 무장한 군중을 이끌고 국민 공회를 포위하고, 도망치려고 하는 의원에게 의사 진행을 요구하여 지롱드파 간부 의원 29명과 총리 2명의 추방과 체포를 의결했다. 그 29명 중 20명이 지방으로 도망쳤지만, 그 중 일부는 처형되었고, 2명은 자살했다. 이렇게 하여 6월 2일부터 자코뱅파의 독재가 시작되었다. 6월 2일에 상 퀼로트의 지지를 얻은 자코뱅(좌익)의 지도자 막시밀리앵 드 로베스피에르는 최고 지도자가 되었다. 그는 만민의 자유, 평등 실현과 불평등을 유발하는 모든 정치 제도, 구습에 대한 영원한 추방이라는 루소의 평등주의 이상을 실현하기 위해, 이에 반대하는 반대파인 지롱드파(우파), 보수파들을 공안위원회, 혁명재판소 등을 이용하여 숙청하면서 자코뱅 정책을 하나씩 실행해나갔다.

### 진전

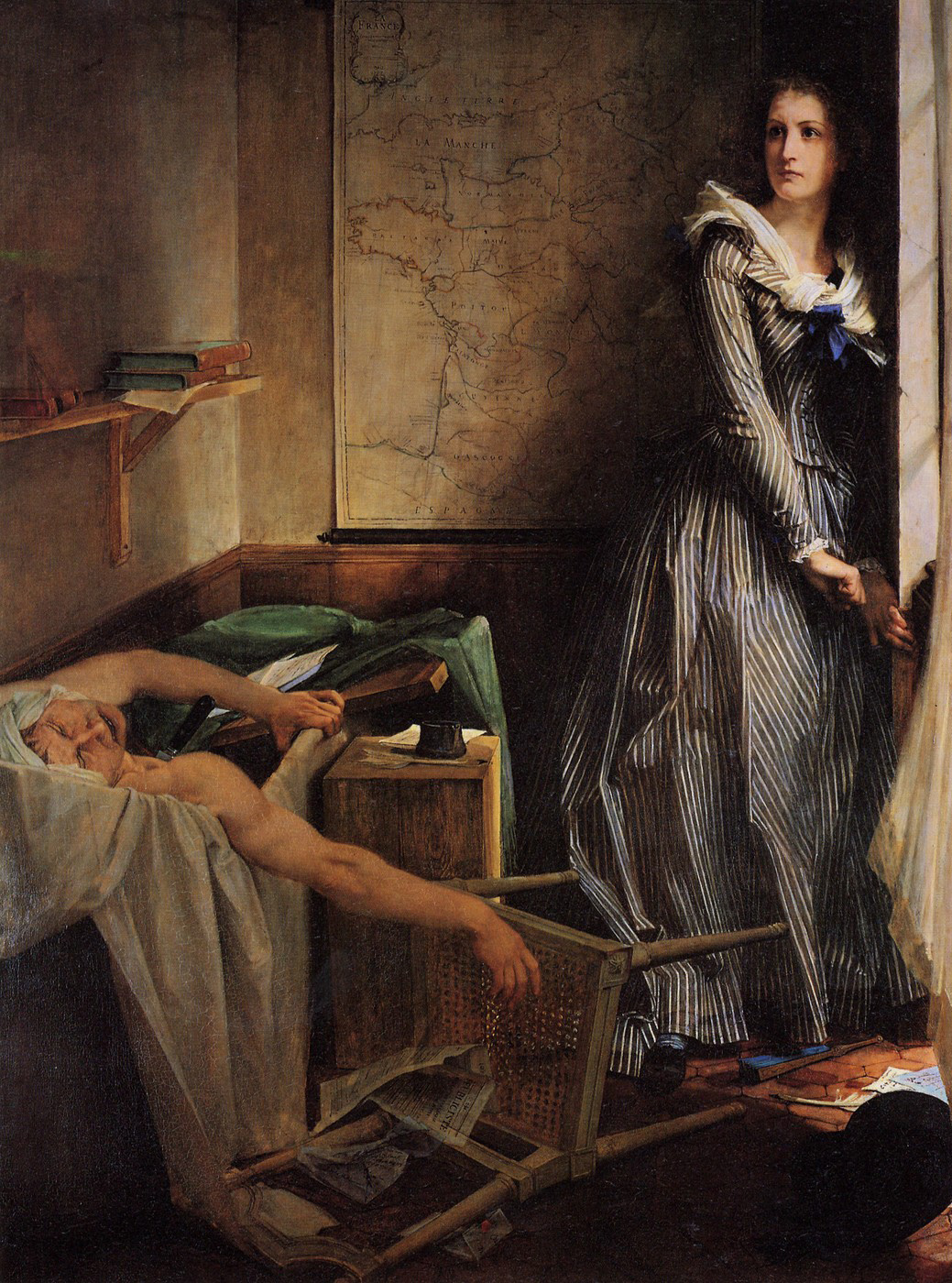
샤를로트 코르데의 장 폴 마라 암살(폴 보드리 그림)

산악파의 독재가 시작된 후 지롱드파는 저항을 했고, 지방에서는 6월 2일 사건에 대해 강하게 반발했다. 지롱드파의 선전에 영향을 받은 샤를로트 코르데가 7월 13일에 마라를 살해했다. 그러나 이러한 저항도 허무하게 많은 사람들이 단두대의 이슬로 사라지게 된다.
6월 23일은 《1793년 프랑스 헌법》(일명 “자코뱅 헌법”)이 제정된다. 민중과 상 퀼로트 등 의회 밖의 요구를 대변하는 “과격파”인 자끄 루 와 바르레의 주장에 따라보다 큰 권한이 공안위원회에 부여된다. 공안위원회는 여러 번 개편되어 7월에 당통 등은 배제되고, 9월에 최종적으로 12명의 위원이 결정되었다. 그렇게 로베스피에르가 지도권을 장악하고, 쿠통과 생 쥐스트 등이 그것을 보좌하는 구조가 완성되었다. 혁명재판소는 검찰관으로 푸키에 탱빌이 임명되었으며, 그는 가차없는 탄압의 집행자였다.
산악파는 농민의 마음을 잡기 위해 6월 국유지를 작은 구획으로의 매각하거나 공유지 분할을 인정하는 법률을 제정하고, 7월 17일에는 영주 권한의 무상 폐지를 결정한다. 또한 27일에는 밀을 독점하거나 은닉하는 것에 대한 극형을 규정했다.
산악파와 국민 공회는 요구에 응하는 형태로 교묘하게 자신의 정책 실현을 달성했다. 당시 민중이 무장해서 한 무리로 일어서야 한다는 요청을 직접 행동을 중시하는 부분 의견으로 의회에 제출했다. 로베스피에르가 의장이 된 국민 공회는 8월 23일, 당통의 개입으로 이것을 채택했다. 하지만 이것은 군을 살리기 위한 일종의 국민총동원령이었고 이에 앞서 오스트리아군과 싸우다 패한 퀴스틴 백작 아당 필리프를 반역자로 몰아 처형했다. 이것으로 1793년 가을부터 1794년 봄까지, 40만 명에 가까운 병력이 조달되었다.
공안위원회는 9월 5일 자크 루를 체포하고 9월 18일에는 바르레를 체포했다. “과격파”의 클럽과 출판물도 금지되었다. 9월 민중 시위에 부응하여 식량의 가격 통제가 결정되고, 같은 달 말에는 일반적인 가격통제법이 제정되어, 경제 통제가 실시되게 되었다. 10월 10일 생 쥐스트가 공안위원회를 대표하여 제시했고 국민 공회는 “프랑스의 임시 정부는 평화가 도래하기 전까지는 혁명을 계속한다”고 선언했다. (혁명 정부 선언).

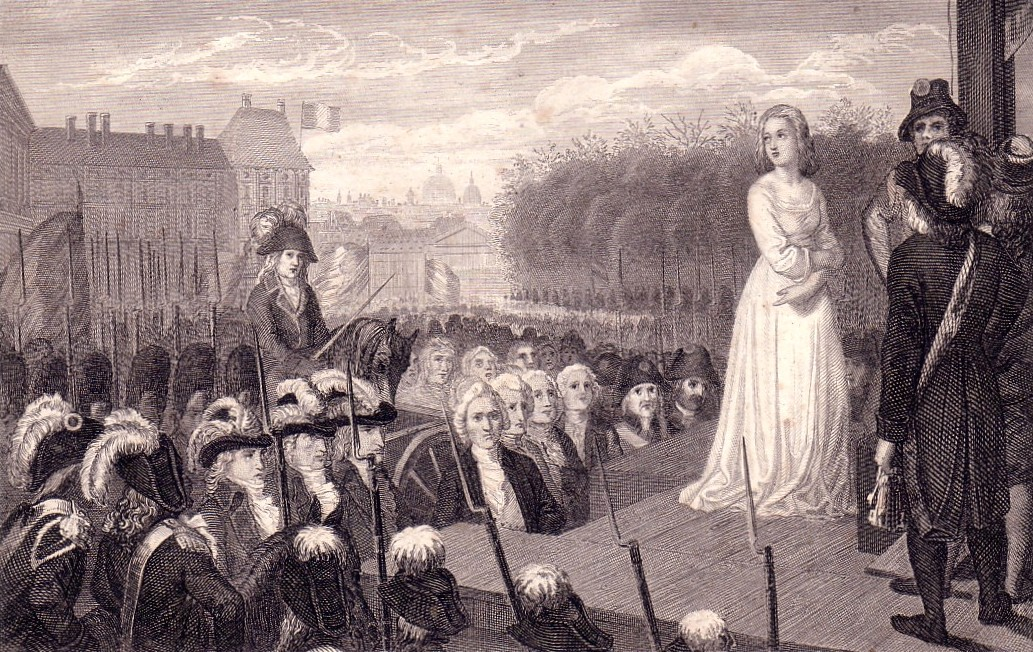
왕비 마리 앙투아네트의 처형, 1793년 10월 16일

10월 16일에는 왕비 마리 앙투아네트가 처형되었다. 허름한 옷을 입고, 두 손을 뒤로 돌려 묶인 그녀는 군중 보는 앞에서 형장으로 보내져 단두대의 이슬로 사라졌다. 그 다음에, 지롱드파의 숙청이 시작되었다. 국민 공회는 변론 기간을 3일 밖에 주지 않고, 21명의 지롱드파 전원에게 사형 판결을 내렸다. 그중 한 명은 자살했고, 브리소, 베르니오 등 20명은 10월 30일에 단두대에서 처형되었는데, 처형하는 데 걸린 시간은 불과 38분이었다. 11월 8일에 롤랑 부인이 처형되었다. 그녀는 다음과 같이 한탄하며, 단두대에 올랐다.
| “ | 아! 자유여, 그대의 이름으로 얼마나 많은 죄를 범할 것인가? | ” |
|   | — 롤랑 부인                                               |   |

이틀 후 피난처에서 그녀의 죽음을 알게 된 남편 롤랑 자작도 그녀를 따라 자살했다.
또한 푀양파이자 유명한 천문학자로 혁명 초기 국민의회 의장을 지냈던 바이이, 삼두파의 지도자인 바르나브도 처형당했다. 도망을 했던 니콜라 드 콩도르세는 음독자살을 했다. 바리 백작 부인은 부자라는 이유만으로 처형되었고 또한 유명한 화학자의 앙투안 라부아지에는 세금 징수원으로 '파리를 성벽으로 둘러싸고 모든 사람들에게 통행세를 걷을 계획'을 주장했던 등 악랄하게 세금을 쥐어짰다는 이유로 처형되었다.
12월 4일, 법령에 의해 정부의 특성이 제정된다. 이를 통해 공안위원회가 외교, 군사일반, 행정을, 감시위원회가 치안 유지를 담당하게 되었다.
1794년, 루이 16세의 여동생인 엘리자베스 왕녀, 루이 16세의 변호를 맡은 말제르브, 라 로슈푸코 리앙쿠르 공작(라 로슈푸코의 손자), 시인 앙드레 드 셰니에, 독일 출신의 장군 니콜라 뤼크네르도 처형되었다.
혁명재판소가 사형을 선고한 인원수는 1793년 9월 중순부터 10월 중순까지 15명, 다음 1개월간 65명, 다음 해 2월 중순부터 3월 중순까지는 116명, 3월 중순부터 한달동안 155명, 4월 중순부터 1개월 동안 354명이라는 식으로 점차 증가하고 있었고, 그에 따라 재판 절차는 간소화되었다.

### 지역의 상황
파리 중앙에서 자코뱅파가 선공을 취한 후에도, 지방에서는 푀양파와 지롱드파 세력이 여전히 남아 있었다. 혁명 정부는 그 지역에 대해 파리에서 의원을 파견 보내 반혁명 파의 숙청을 시도했다. 이에 대한 반혁명파의 저항으로 프랑스 전역은 내전 상태에 빠진다.
내전이 일어난 방데, 리용, 툴롱에서 혁명군에 의한 학살이 일어났다. 방데 반란은 1793년 말까지 거의 진압되었고, 루아르강을 건너 브르타뉴로 간 8만명의 농민 중 살아남은 사람은 불과 4 ~ 5천명에 지나지 않았다.

## 결과
파리에서 혁명재판소가 설치된 1793년 4월부터 1794년 6월 10일까지 약 1,251명이 처형되었다. 반면 심리를 거치지 않은 약식 재판이 허용된 6월 11일부터 7월 27일 (테르미도르의 반동)까지 불과 47일 사이에 파리의 단두대는 1,376명의 피를 머금었다.
공포 정치에서 반혁명 혐의로 체포 구속된 사람은 50만명, 사형 선고를 받고 처형된 사람은 약 16,000명이며, 내전 지역에서 재판없이 죽인 사람의 수를 포함하면 약 4만명에 이를 것으로 보인다.
공포 정치는 의심암귀의 악순환을 만들어 냈고, 로베스피에르 파를 고립시켰으며, 테르미도르 반동을 야기한다.

## 같이 보기
- 공안위원회 (프랑스 혁명)